# Gouesnou

Gouesnou este o comună în departamentul Finistère, Franța. În 1 ianuarie 2022 avea o populație de 6.412 de locuitori.